# KILLZONE SHADOW FALL
『KILLZONE SHADOW FALL』（キルゾーン シャドーフォール）は、ゲリラゲームズが開発し、ソニー・コンピュータエンタテインメントが発売したPlayStation 4専用SFファーストパーソン・シューティングゲーム。

## 概要
2011年にPlayStation 3で発売されたKILLZONE 3の続編。シリーズとしては6作目。PlayStation 4のローンチタイトルである。
KILLZONE 3から引き続き、惑星間戦略同盟（ISA）傘下の国家「ヴェクタ」と、独裁国家「ヘルガーン」との戦いを描く。主人公はヴェクタ政府の特殊工作員、ルーカス・ケラン。

## ストーリー
KILLZONE 3から30年後が舞台。惑星ヘルガーン滅亡後、ヘルガストはヴェクタに建設された自治区・新ヘルガーンに居住していた。ある日、ヘルガストのテロ組織「ブラックハンド」がヴェクタ政府側地区を襲撃。ヴェクタ政府はブラックハンドの活動を阻止するため、特殊工作員「シャドーエージェント」に極秘任務を与えるのだった。

## 登場人物
ルーカス・ケラン / 日本語吹替 - 杉田智和
本作の主人公。ヴェクタ安全保障局（VSA）のシャドーエージェント。
エコー  / 日本語吹替 - 甲斐田裕子
ヘルガスト諜報機関所属の士官。「エコー」というコードネーム以外は一切の情報が知られていない。
トーマス・シンクレア / 日本語吹替 - 田中正彦
ヴェクタ安全保障局局長。
元シャドーエージェントで、過去に少年時代のルーカスを救った事で彼から実の父親の様に慕われている。
ヘラ・ヴィサリ　/ 日本語吹替 - 深見梨加
新ヘルガーン政府首相。ヘルガーン帝国皇帝ヴィサリの娘でもある。
ヴラドコ・タイラン　/ 日本語吹替 - 咲野俊介
新ヘルガーンで暗躍するテロ組織「ブラック・ハンド」の指導者。
惑星ヘルガーン崩壊後に救助された僅かな生存者の1人で、家族や友人全てを奪った元凶としてヴェクタを憎悪している。
シュタール　/ 日本語吹替 - 佐藤正治　
マッサー　/ 日本語吹替 - 魏涼子　
ルーカスの父　/ 日本語吹替 - 三宅健太　

## 仕様
開発元のゲリラゲームズによると、本作はシングルプレイヤー、マルチプレイヤーともに1080p、60fpsで動作する。ただし、シングルプレイヤーとマルチプレイヤーでは描画処理法が異なり、マルチプレイヤーでは時間相関再射影（Temporal Reprojection）を用いて複数の低解像度（960x1080）フレームの映像から1080pの映像を生成しているという。